# Lago Amsoldingersee
O Lago Amsoldingersee é um lago adjacente à cidade de Amsoldingen, no Vale Gürbetal. Ele está localizado perto da cidade de Thun, na Suíça. 
O lago tem uma superfície de 38 hectares e um comprimento máximo de 1,1 km e largura de 500 m. A profundidade máxima é de 14 m. 